# 끼차
끼차(티그리냐어: ቂቻ) 또는 끼따(암하라어: ቂጣ ḳiṭa)는 에티오피아와 에리트레아의 납작빵이다. 밀가루, 물, 소금으로 만들며, 은저라/따이타와는 달리 팽창제를 쓰지 않는다. 팬케이크나 크레프처럼 팬에 부쳐 만든다.

## 같이 보기
- 프트프트